# Mangold
Mangold čili řepa cvikla (Beta vulgaris var. cicla) je kultivar řepy obecné používaný jako zelenina a pocházející původně ze Středomoří.

## Původ
Mangold vznikl ve starověkém Středomoří jako odrůda Řepy přímořské. Jeho první rozšířené odrůdy pochází ze Sicílie. Rostlinu jako populární potravinu zmiňuje již v 1. století římský válečník a filozof Plinius starší. Mangold byl poprvé vědecky popsán v roce 1753 švédským botanikem Carlem Linné jako Beta vulgaris var. cicla.
Podle dochovaných zápisů byl mangold před 300 lety ve střední Evropě nejoblíbenější zeleninou. Později jej však zatlačil do pozadí špenát, tehdy nově objevená zelenina, jež měla svůj domov kdesi v arabských končinách. Zmínka o mangoldu je už v knize prof. Č. Zíbrta – „Staročeské umění kuchařské“, kde se autor zmiňuje, že jezuita Fr. Kropf uvádí ve svém spise z roku 1753 mezi oblíbenými zeleninami i mangold. V českých zemích je zelenina známá též jako blitva, což je převzatý název z jazyků zemí západního Balkánu.

## Obsah vitamínů a minerálních látek
Tato rostlina obsahuje dostatek vitaminu C, který může klesnout neopatrným zpracováváním. Dále obsahuje vitamín A, B, E a minerální látky, jako je například vápník – až 2 %, železo, fosfor, draslík a hořčík. Jinak obsahuje asi 2,5 % bílkovin, 87–92 % vody a dále cukry, které mu dávají lehce nasládlou chuť.

## Použití
Mangold je velmi účinný v prevenci nádorových onemocnění, posiluje nervový systém, pročisťuje krev a díky obsahu železa se doporučuje při chudokrevnosti.[zdroj?] Jeho nevýhodou je, že může mít mírně projímavý účinek. Výtečné dietetické vlastnosti mangoldu dnes oceňují především v balkánských zemích, Švýcarsku i v západní Evropě. Příznivě působí proti kornatění cév. Mangold má oproti špenátu ořechovou příchuť a nikdy nechutná palčivě ani ostře. Nejčastěji se upravuje jako špenát. Obsahuje velké množství kyseliny šťavelové.[zdroj?]
Mangold je jednou z populárních součástí blízkovýchodního plněného pokrmu dolma, jehož jednou z variant je balkánská sarma.